# Vena profunda
Una vena profunda és una vena que és profunda al cos. Això contrasta amb les venes superficials que estan a prop de la superfície del cos.
Les venes profundes estan gairebé sempre al costat d'una artèria amb el mateix nom (per exemple, la vena femoral està al costat de l'artèria femoral). Col·lectivament, porten la gran majoria de la sang. L'oclusió d'una vena profunda pot posar en perill la vida i sovint és causada per trombosi. L'oclusió d'una vena profunda per trombosi s'anomena trombosi venosa profunda.
A causa de la seva ubicació profunda dins del cos, la intervenció en aquestes venes pot ser difícil.

## Llista
- Vena jugular interna

### Extremitat superior
- Vena braquial
- Vena axil·lar
- Vena subclàvia

### Extremitat inferior
- Vena femoral comuna.
- Vena femoral[1]
- Vena femoral profunda
- Vena poplítia
- Vena peroneal
- Vena tibial anterior
- Vena tibial posterior